# Nanne van der Zijpp
Nanne van der Zijpp (* 2. April 1900 in Warns, Friesland; † 22. Januar 1965, Rotterdam) war ein mennonitischer Theologe und Kirchenhistoriker.

## Leben
Nanne van der Zijpp absolvierte das humanistische Gymnasium im friesischen Sneek und studierte von 1920 bis 1925 Theologie am Theologischen Seminar der niederländischen Mennoniten und an der Universität von Amsterdam. Anschließend wirkte er als Pfarrer in den Mennonitengemeinden in Zijldijk (1926–1928), Joure (1928–1940), Almelo (1940–1946) und Rotterdam (1946–1964). Bereits in seiner frühen Zeit als Pfarrer knüpfte er Kontakte zu Quäkern und amerikanischen Mennoniten und begann das Thema des christlichen Pazifismus zu thematisieren und sich in der niederländischen Friedensbewegung zu engagieren. Im Jahr 1928 veröffentlichte er seine erste Studie über die frühen Täufer und ihr Verhältnis zum Kriegsdienst (De Vroege doopsgezindenen en de krijgsdienst). In den folgenden Jahren konzentrierte er sich zunehmend auf seine historische Arbeit und hier vor allem auf Menno Simons. Im Jahr 1936 hielt er eine der Hauptreden auf der in Amsterdam abgehaltenen Mennonitischen Weltkonferenz über Menno Simons. Van der Zijpp war auch an der Ausarbeitung des Mennonitischen Lexikons beteiligt gewesen, zu dem er selbst mehrere Artikel beisteuerte. Später war er auch in die Arbeit an der nordamerikanischen Mennonite Encyclopedia involviert. Während des Zweiten Weltkrieges entwickelte van der Zijpp ein umfangreiches Archivierungssystem, das den Grundstein für viele seiner späteren Veröffentlichungen bildete. Nach dem Krieg war er für einige Zeit Vorsitzender der Gemeindetagsbewegung. Zudem engagierte er sich für russlandmennonitische Flüchtlinge und in der Jugendarbeit. Im Jahr 1948 wurde van der Zijpp Mitarbeiter des mennonitischen Theologischen Seminars und hielt hier Vorlesungen über die Geschichte der Täuferbewegung und Mennoniten. Im Jahr 1952 verfasste er eine Monografie über die Geschichte der niederländischen Täufer (Geschiedenis der doopsgezinden in Nederland), das das erste Werk dieser Art war. Zwei Jahre später wurde seine Stelle in eine feste Dozentur umgewandelt und diese wiederum 1964 in eine Professur überführt. Kurz vor seiner Antrittsvorlesung starb van der Zijpp jedoch unerwartet nach einer kurz zuvor durchgeführten Operation.
Nanne van der Zijpp war seit 1925 mit Antje Alberda verheiratet und war Vater von drei Kindern. Zeitlebens hatte er eine starke Bindung an seine friesische Heimat. Als Täuferforscher hat er nicht weniger als 500 Artikel und Schriften verfasst.